# Bundesautobahn 252
La Bundesautobahn 252, abbreviata anche in A 252, è una autostrada tedesca, lunga meno di 2 km, che collega le autostrade A 1 e A 255 con il quartiere Georgswerder di Amburgo.

## Percorso
| A 252 |           |                          |     |                |                |
| Tipo  | n° uscita | Indicazione              | km  | Corrispondenze | Strada europea |
|       |           |                          | 0,0 |                |                |
|       |           | Hamburg Georgswerder     | 0,9 |                |                |
|       |           | Quadrivio di Hamburg Sud | 1,5 |                |                |